# Bekdorf
Bekdorf település Németországban, Schleswig-Holstein tartományban. Lakosainak száma 92 fő (2023. december 31.).

## Népesség
A település népességének változása:
| Lakosok száma | 119  | 101  | 101  | 103  | 100  | 92   |
|               | 1975 | 2014 | 2019 | 2021 | 2022 | 2023 |